# Wolfgang Martini
Wolfgang Martini (* 20. September 1891 in Lissa, Provinz Posen; † 6. Januar 1963 in Ebenhausen, Isar, Ortsteil von Schäftlarn) war ein deutscher Berufsoffizier, der in der Luftwaffe, zuletzt als General der Luftnachrichtentruppe, wesentlich für Entwicklung, Förderung, Einführung und Einsatz von Radarverfahren verantwortlich war.

## Leben
Beförderungen
- 1912 Leutnant (Ernennung)
- ? Oberleutnant / Hauptmann
- 1928 Major
- 1934 Oberstleutnant
- 1937 Oberst
- 1. März 1938 Generalmajor (Ernennung)
- ? Generalleutnant
- 20. September 1941 General der Luftnachrichtentruppe

Wolfgang Martini war der Sohn von Karl Martini (1834–1915), Landgerichtsdirektor am Landgericht Lissa, und dessen Ehefrau Hedwig Hübschmann (1843–1930) aus Neuenburg (Westpr.). Sein Bruder war Erich Martini, später Professor für Medizin und im Ersten Weltkrieg Generalarzt der Marine.

### Frühe Karriere
Bereits während seiner Schulzeit am Gymnasium seiner Heimatstadt Lissa in der Provinz Posen interessierte sich Wolfgang Martini für Nachrichtentechnik. Nach dem Abitur trat er 1910 als Offiziersanwärter in das Telegraphenbataillon 1 der Armee ein, 1912 wurde er zum Leutnant und damit zum Offizier im Telegraphenbataillon 5 ernannt. Schon zu Beginn seiner Laufbahn hatte er mit der sich rasant entwickelnden Funktechnik zu tun. Während des Ersten Weltkrieges übernahm er – zeitweise bei Verdun – verantwortliche Aufgaben als Funkoffizier und wurde zum Oberleutnant, dann zum Hauptmann befördert. Bei Kriegsende war er Funksachbearbeiter beim Chef des Nachrichtenwesens des Heeres  und kommandierte zuletzt die Heeresnachrichtenschule in der Provinz Namur im besetzten Belgien.
Nach dem Friedensvertrag von Versailles 1919 konnte Martini als einer der wenigen Offiziere in der Reichswehr verbleiben. In den nächsten fünf Jahren unterrichtete er an verschiedenen Nachrichtenschulen der Armee (Kriegstelegraphenschule in Spandau-Ruhleben (1919/1920), Artillerieschule in Jüterbog (1920–1924)) und war von 1924 bis 1928 Nachrichtenstabsoffizier bei einem Bezirkskommando. Um 1928/1929 erhielt er in Lipezk eine geheime Pilotenausbildung, dort führte er auch Versuche mit Fliegerfunkgeräten durch. Er wurde zum Major befördert und war von 1928 bis 1933 technischer Referent für Geräte der Fernmeldetruppe beim Reichswehrministerium.

### Vom Oberstleutnant zum General
Ab 1933 arbeitete Martini in Vorbereitung der späteren Gründung der Luftwaffe beim Reichsluftfahrtministerium (RLM) und war dort für die Organisation der in Flugzeugen für den Funk notwendigen Personen und Geräte verantwortlich. Ab Dezember 1933 baute er das Luftnachrichtenverbindungswesen (LNVW) und die Luftnachrichtentruppe auf. Dazu gehörte ein der Luftwaffe eigenes Fernmeldenetz mit den es betreibenden Truppenteilen sowie die Organisation für Flugsicherung, Funkaufklärung und Meldung von Flugbewegungen. 1934 wurde er zum Oberstleutnant, 1937 zum Oberst befördert, in diesem Zeitraum leitete er im RLM die Abteilung für das Funkwesen. 1938 wurde er zum Generalmajor und Leiter des Nachrichtenwesens bei der Luftwaffe ernannt. Am 20. September 1941 wurde er zum General der Luftnachrichtentruppe befördert und verblieb bis zum Kriegsende im Mai 1945 in seiner Position. 1944 wurde er zusätzlich zum Generalnachrichtenführer der Luftwaffe bestellt.

### Beziehungen zur GEMA
In der Mitte der 1930er Jahre nahm die Gesellschaft für elektroakustische und mechanische Apparate (GEMA) die Entwicklung eines Funkmessgerätes auf. Dieses pulsmodulierte System basierte auf früheren Arbeiten von Rudolf Kühnhold, einem für die Kriegsmarine tätigen Wissenschaftler. Seine Entwicklung erfolgte unter höchster Geheimhaltung, auch die anderen Teilstreitkräfte wurden über seine Existenz nicht unterrichtet.
Das von der GEMA unter dem Decknamen Seetakt hergestellte Frühwarnsystem wurde im November 1938 dem Generalstab der Luftwaffe vorgeführt. Martini, der bei dieser Vorführung zugegen war, erkannte den großen Wert dieser neuen Technik für das Militär. Er beauftragte die Entwicklung eines vergleichbaren Systems für die Luftwaffe, das den Decknamen Freya erhielt, und befürwortete an erster Stelle die notwendigen Funkmessgeräte beim deutschen Oberkommando der Wehrmacht. Der von ihm initiierte Versuch, mit zwei längeren Erkundungsfahrten des Zeppelins LZ 130 vor den britischen Inseln eine vergleichbare Ortungstechnik bei den Briten nachzuweisen, scheiterte jedoch, da die Briten ihr Radarsystem Chain Home mit stark von den deutschen Verfahren abweichenden Funkfrequenzen betrieben.
Im November 1941 wurde er zusätzlich zu seinen anderen Aufgaben offiziell Sonderbeauftragter für Funkmesstechnik beim Oberkommando. Obwohl er keine wissenschaftliche Ausbildung besaß, verstand er die Technik tiefgehend und er betrieb in Deutschland am stärksten die Entwicklung des Radars für militärische Zwecke.
Für die meisten seiner Aufgaben berichtete Martini direkt Hermann Göring, den Oberbefehlshaber der Luftwaffe. Göring vertraute Martini jedoch nie ganz, die beiden gerieten bei technischen Entscheidungen oft in Streit miteinander. Als beispielsweise durch den Martini unterstehenden Funkhorchdienst den Deutschen die Existenz eines britischen Radarsystems bekannt geworden war, waren die beiden über dessen Bedeutung diametral unterschiedlicher Auffassung. Göring diffamierte gegenüber anderen Kommandeuren Martini als Narr, Fisher formuliert es wie folgt:

“It was the same with all specialists; they exaggerate the importance of whatever they are working on.”

„Es war immer das gleiche mit all den Fachleuten, sie übertreiben die Bedeutung dessen, woran sie gerade arbeiten.“

### Nachkriegsereignisse
Mit Kriegsende geriet Martini in Kriegsgefangenschaft, zunächst war er bei den US-Amerikanern inhaftiert, dann bis 1947 bei den Briten. Anschließend arbeitete er als Berater für die C. Lorenz AG in Stuttgart. Mit Gründung der Bundeswehr arbeitete er erneut für die Streitkräfte. Als ziviler Berater übernahm er ab 1956 verantwortliche Aufgaben zunächst für die Luftwaffe, dann bei der NATO.
Bereits Ende 1944 hatte er befürchtet, dass Aufzeichnungen über die während des Krieges in Deutschland durchgeführten Arbeiten auf dem Gebiet der Funkortung und des Radarwesens nach einer Niederlage verloren gehen oder zerstört werden könnten. Daher vergrub er zusammen mit dem GEMA-Mitarbeiter Leo Brandt wichtige Dokumente und Aufzeichnungen in einer Metallkassette, die er zu Beginn der 1950er Jahre in der SBZ wieder barg. 1952 berief ihn Nordrhein-Westfalen in die Position des Geschäftsführenden Vorstandsmitgliedes des Ausschusses für Funkortung e.V. in Düsseldorf, aus dem 1961 die Deutsche Gesellschaft für Ortung und Navigation (DGON) wurde. Bei der DGON gelang ihm die geordnete Zusammenführung der bei vielen Firmen und Personen in Deutschland verstreuten Unterlagen und Kenntnisse zur während des Krieges entwickelten Radartechnik und Navigationsverfahren. Darin flossen auch die 1944 vergrabenen Dokumente ein und wurden dort erstmals veröffentlicht. Damit wurde Deutschland in militärischer Funktechnik und in der Technik für die Sicherheit ziviler See- und Luftfahrt der Anschluss an den internationalen Wettbewerb möglich.
In diesen Jahren knüpfte Martini auch auf vielen von ihm initiierten Fachtagungen Beziehungen zu Personen, die in anderen Ländern die Einführung des Radars begleitet hatten. Zu ihnen gehört auch Sir Robert Watson-Watt, der in Großbritannien maßgeblich den Aufbau eines Radarsystems vorantrieb. Watson-Watt schreibt 1959 in seiner eigenen Autobiographie über Martini:

“I have a very dear postwar friend in General Wolfgang Martini, a shy, modest, charming, and very perfect gentleman … His many claims on my affectionate respect include his failure to endear himself to Göring, from whom the qualities I have just tried to summarize may have concealed General Martini’s very high technical competence, wisdom, and resource.”

„Nach dem Krieg habe ich in General Wolfgang Martini einen lieben Freund gewonnen, ein zurückhaltender, bescheidener, charmanter und ziemlich perfekter Gentleman … Zu den zahlreichen positiven Eigenschaften, die ihm meine herzliche Hochachtung eintragen, gehört insbesondere die Tatsache, dass es ihm nicht gelang, ein gutes Verhältnis zu Göring aufzubauen, dem möglicherweise wegen der positiven Eigenschaften, die ich gerade zusammenzufassen versucht habe, die Tatsache verborgen geblieben ist, dass General Martini über sehr ausgeprägte technische Kenntnisse und Weisheit verfügt.“

Martini heiratete 1962 in Düsseldorf Ilse Kattner, die Ehe blieb kinderlos. Er verstarb am 6. Januar 1963 an einem Herzinfarkt.

## Auszeichnungen
Martini wurde vielfach ausgezeichnet, dazu gehörte 1941 die Rettungsmedaille am Band, im Februar 1944 das Ritterkreuz zum Kriegsverdienstkreuz mit Schwertern und im Februar 1959 das Große Bundesverdienstkreuz. Seit 1961 war er Ehrenmitglied des British Institute of Navigation bei der Royal Geographical Society. 1962 wurde er in Hannover zum Dr.-Ing. E.h. ernannt.
In Osnabrück wurde die ehemalige Flak-Kaserne als General-Martini-Kaserne nach ihm benannt. Dort waren zwischen 1960 und 2002 die Fernmelderegimenter 71 und 11 stationiert.

## Werke
- Das Luftnachrichtenverbindungswesen im Rahmen der Wehrmachtsführung. Bundesarchiv/Militärarchiv, Freiburg 1947.[10]